# لویی لو پرنس
لویی لو پرَنس (به فرانسوی: Louis Le Prince)‏ (۲۸ اوت ۱۸۴۱ — ۱۶ سپتامبر ۱۸۹۰) مخترع فرانسوی بود. او نخستین تصویر متحرک را در سال ۱۸۸۸ میلادی ضبط کرد. لو پرنس چندین سال پیش از برادران لومیر به چگونگی ضبط تصویر متحرک دست یافته بود.

## ناپدید شدن
لو پرنس در سپتامبر ۱۸۹۰، در حالی که قرار بود با قطاری از دیژون به پاریس برود، ناپدید شد. او قرار بود پس از آن به ایالات متحدهٔ آمریکا برود تا به تبلیغ برای دوربین خود بپردازد.